# Скотт Мак-Ґрорі
Скотт Мак-Ґрорі (англ. Scott McGrory, 22 грудня 1969) — австралійський велогонщик.
Олімпійський чемпіон 2000 року в медісоні, бронзовий призер 1988 року в командній гонці переслідування.
Срібний призер Чемпіонату світу з трекових велоперегонів 1996 року в медісоні.